# Bartłomiej Kwiatek

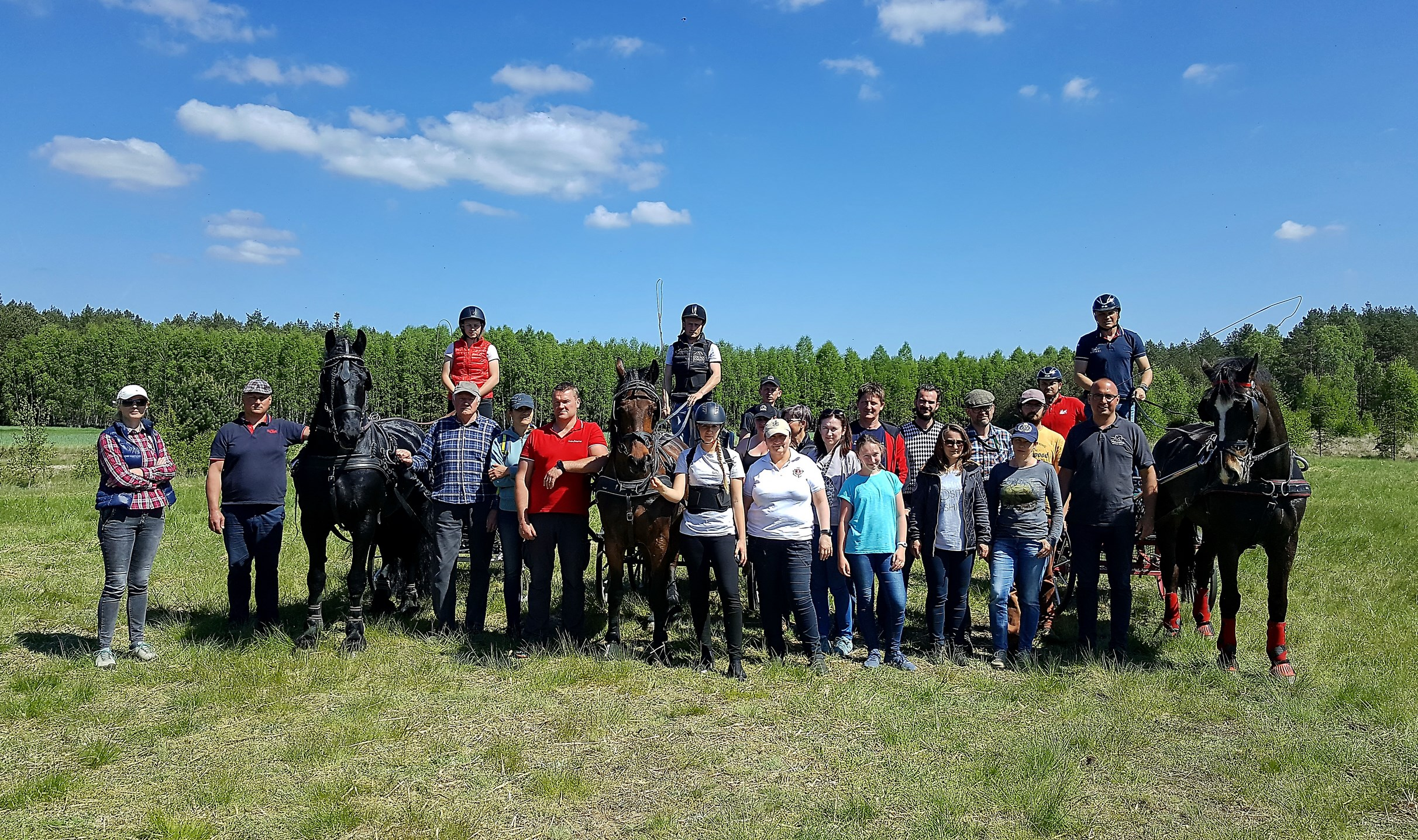
B. Kwiatek jako trener podczas szkolenia realizowanego przez KSPSK w Kwiekach 2018 r.

 Bartłomiej Kwiatek  (ur. 15 marca 1982 w Poznaniu) – polski powożący, trener, medalista mistrzostw świata w powożeniu, wielokrotny mistrz Polski, jeden z najlepszych zawodników w tej dyscyplinie na świecie.
Zawodnik specjalizujący się w powożeniu. Karierę zawodową rozpoczął w 2002 w klubie KJ Agro-Aves Gajewniki. Inspiracją dla niego była siostra Weronika  Kwiatek, również jedna z najlepszych zawodniczek na świecie w powożeniu. Pierwszym trenerem był ojciec Arkadiusz Kwiatek. Ponadto trenował pod okiem Wiktora Pietrowskiego – pięciokrotnego mistrza Polski w Zaprzęgach Jednokonnych i Kazimierza Andrzejewskiego – trzykrotnego mistrza Polski w Zaprzęgach Czterokonnych. Brał również udział w konsultacjach prowadzonych przez Henryka Dubickiego; jako jedyny Polak posiada I klasę trenerską w Niemczech.

## Osiągnięcia[4]

### Światowy Ranking ZawodnikówFEI- zaprzęgi jednokonne[5]
| Rok  | Lokata |
| ---- | ------ |
| 2007 | 1.     |
| 2008 | 1.     |
| 2009 | 1.     |
| 2010 | 1.     |
| 2011 | 1.     |
| 2012 | 1.     |
| 2013 | 1.     |
| 2014 | 3.     |
| 2015 | 2.     |
| 2016 | 3.     |
| 2017 | 1.     |
| 2018 | 2.     |
| 2019 | 5.     |
| 2020 | 8.     |
| 2021 | 14.    |

### Mistrzostwa Świata - zaprzęgi jednokonne[6]

#### Indywidualnie
| Rok  | Miejsce                      | Lokata |
| ---- | ---------------------------- | ------ |
| 2010 | Pratoni del Vivaro (ITA)     | 2.     |
| 2012 | Companhia das Lezirias (POR) | 4.     |
| 2014 | Izsák (HUN)                  | 33.    |
| 2016 | Piber Köflach (AUT)          | 6.     |
| 2018 | Kronenberg (HOL)             | 1.     |
| 2020 | Pau (FRA)                    | 3.     |

#### Drużynowo
| Rok  | Miejsce                      | Lokata | Skład                                                  |
| ---- | ---------------------------- | ------ | ------------------------------------------------------ |
| 2012 | Companhia das Lezirias (POR) | 4.     | Bartłomiej Kwiatek, Weronika Kwiatek, Adrian Kostrzewa |
| 2014 | Izsák (HUN)                  | 6.     | Bartłomiej Kwiatek, Weronika Kwiatek, Adrian Kostrzewa |
| 2016 | Piber Köflach (AUT)          | 2.     | Bartłomiej Kwiatek, Weronika Kwiatek, Marcin Kilańczyk |
| 2018 | Kronenberg (HOL)             | 3.     | Bartłomiej Kwiatek, Sebastian Bogacz, Katarzyna Kuryś  |
| 2020 | Pau (FRA)                    | 3.     | Bartłomiej Kwiatek, Weronika Kwiatek                   |

### Mistrzostwa Polski w Powożeniu Zaprzęgami Jednokonnymi
| Rok  | Lokata       |
| ---- | ------------ |
| 2005 | 1.           |
| 2006 | 1.           |
| 2007 | 1.           |
| 2008 | 1.           |
| 2009 | 1.           |
| 2010 | 1.           |
| 2011 | 1.           |
| 2012 | 1.           |
| 2013 | 1.           |
| 2014 | 2.           |
| 2015 | 1.           |
| 2016 | 1.           |
| 2017 | 1.           |
| 2018 | 1.           |
| 2019 | nie ukończył |
| 2020 | 1.           |
| 2021 | 1.           |
| 2024 | 1.           |
| 2025 | 1.           |

### Mistrzostwa Polski w Powożeniu Zaprzęgami Parokonnymi
| Rok  | Lokata |
| ---- | ------ |
| 2019 | 3.     |
| 2020 | 1.     |
| 2021 | 1.     |

### Mistrzostwa Polski w Powożeniu Zaprzęgami Czterokonnymi
| Rok  | Lokata.      |
| ---- | ------------ |
| 2017 | 1.           |
| 2018 | 1.           |
| 2019 | nie ukończył |

### Halowy Puchar Polski w Powożeniu Zaprzęgami Parokonnymi
- 2013, trzecie miejsce

### Golden Wheel Cup
- 2009, pierwsze miejsce
- 2011, pierwsze miejsce

### Arctic Equestrian Games
- 2010, pierwsze miejsce Norwegia